# Lista de imperadores da China
Esta lista de monarcas inclui os governantes chineses antes do estabelecimento da República da China em 1912. Originalmente, os antigos soberanos chineses tinham o título de Rei (王, Wang), embora sua relevância tenha desaparecido quando a China foi fragmentada em vários reinos guerreiros. No ano 221 a. C., a China foi unificada por Qin Shi Huang, que criou um novo título para si mesmo: Imperador (皇帝, Huángdì). Este título continuou a ser usado pelo resto da história da China Imperial até a queda da Dinastia Qing em 1912. Enquanto muitos monarcas morreram na China e ao redor dela ao longo de sua história de 4.000 anos, esta lista inclui apenas aqueles com uma quase legítima reclamações da maioria da China, ou daqueles que tradicionalmente constam de listas de governantes.
Monarcas chineses conhecidos usavam nomes diferentes e identificá-los costuma ser confuso. Até a Dinastia Ming, o mais comum era referir-se aos imperadores por seus nomes póstumos ou de templo. Posteriormente o nome de época / reinado passou a ser utilizado, embora este também tivesse suas exceções. O mesmo imperador pode às vezes ser conhecido por dois ou três nomes diferentes, que por sua vez podem ser repetidos por imperadores de diferentes dinastias. O artigo não inclui necessariamente todos os nomes de cada imperador (por exemplo, nomes póstumos, especialmente desde a Dinastia Tang, podiam conter mais de vinte caracteres e raramente eram usados na escrita histórica), embora o nome fosse de uso mais geral.
Esta lista não representa necessariamente as informações mais atuais ou precisas sobre os monarcas chineses.

## PeríodoTrês Augustos e os Cinco Imperadores(Governantes Mitológicos)
Os seguintes soberanos são personagens mitológicos pertencentes ao mito fundador chinês. Segundo a tradição, estes usavam os títulos Huáng (皇, "soberano" ou "augusto") e dì (帝, posteriormente usado como sufixo para o título "imperador" na Era Imperial), embora algumas fontes divirjam sobre o assunto. Huáng também é traduzido como "amarelo", referindo-se ao Rio Amarelo, berço da civilização chinesa (isso também explica o nome do "Imperador Amarelo", Huangdi).
| Título | Nome              | Nome | Reinado        | Outros nomes | Outros nomes |
| --- | ----------------- | ---- | -------------- | ------------ | ------------ |
| Huang 1,4,5 / Di 3 | Nüwa              | 女媧 |                |              |              |
| Huang / Di3 | Youchao           | 有巢 |                |              |              |
| Huang4 / Di3 | Suiren            | 燧人 |                |              |              |
| Huang1,4,5 / Di2,3 | Fu Xi             | 伏羲 | 2852–2737 a.C  |              |              |
| Huang1 / Di2,3 | Imperador Yán     | 炎帝 | 2737–2699 a.C. | Shennong     | 神農         |
| Huang5 / Di1,2 | Imperador Amarelo | 黃帝 | 2698–2599 a.C. | Xuanyuan     | 軒轅         |
| Di2 | Shaohao           | 少昊 | 2599–2514 a.C. | Jintian-shi  | 金天氏       |
| Di1,2 | Zhuanxu           | 顓頊 | 2514–2437 a.C. | Gaoyang      | 高陽         |
| Di1 | Kú                | 嚳   | 2436–2367 a.C. | Gaoxin-shi   | 高辛氏       |
| Di1 | Zhì               | 摯   | 2366–2558 a.C. | Qingyang-shi | 青陽氏       |
| Di1 | Yao               | 堯   | 2357–2255 a.C. | Tangyao      | 唐堯         |
| Di1 | Shun              | 舜   | 2255–2208 a.C. | Youyu        | 有虞         |
| 1 - Segundo o Registros do Historiador 2 - Segundo o Chu Ci 3 - Segundo o Clássico dos Ritos 4 - Segundo o Shangshu dazhuan (尚書大傳) y el Baihu tongyi (白虎通義) 5 Segundo Diwang shiji (帝王世紀) |                   |      |                |              |              |

## Dinastia Xia (2070-1600 a.C)
Todas as datas anteriores ao ano 841 a.C. (início da Regência Gonghe) são meras especulações. O Projeto de Cronologia Xia-Shang-Zhou (1996-2000) concluiu que a dinastia Xia existiu entre os anos de 2070 e 1600 a.C. A tabela a seguir mostra as datas propostas pelo estudioso Shaoyang (1011-1077) em seu livro Huangji Jingshi (皇 極 經 世; Livro dos princípios supremos da ordem mundial), embora algumas contradições permaneçam ao comparar diferentes fontes. De acordo com os Anais de Bambu (300 a.C), os Xias existiram entre 1989 e 1558, embora essa cronologia não seja amplamente utilizada. Tradicionalmente, as datas Yong são usadas, que por sua vez foram baseadas nas do matemático Liu Xin (50-23 DC).
Chinês convencional: "Xià" (夏) + nome da era chinesa; por exemplo: Xià Yǔ (夏禹).
- Yu (2205-2198 a.C)
- Qi (2197-2189 a.C)
- Tài Kang (2188-2160 a.C)
- Khòng Kang (2159-2147 a.C)
- Xiang (2146-2119 a.C)
- Shào Kang (2118 - 2058 a.C)
- Zhú (2057-2041 a.C)
- Huái (2040-2015 a.C)
- Máng (2014-1997 a.C)
- Xiè (1996-1981 a.C)
- Bù Jiàng (1980-1922 a.C)
- Jiong (1921-1901 a.C)
- Jin (1900-1880 a.C)
- Kong Jia (1879-1849 a.C)
- Gao (1848-1838 a.C)
- Fa (1837-1819 a.C)
- Jiè (1819-1766 a.C)

## Dinastia Shang (1600-1046 a.C)
- Shang Tang (1766-1754 a.C)
- Wai Bing (????-???? a.C)
- Zhong Ren (????-???? a.C)
- Tai Jia (1753-1720 a.C)
- Wo Ding (1719-1692 a.C)
- Tai Geng (1691-1667 a.C)
- Xiao Jia (1666-1650 a.C)
- Yong Ji (1649-1638 a.C)
- Tai Wu (1637-1563 a.C)
- Zhong Ding (1562-1550 a.C)
- Wai Ren (1549-1535 a.C)
- He Dan Jia (1534-1526 a.C)
- Zu Yi (1525-1507 a,C)
- Zu Xin (1506-1491 a.C)
- Wo Jia (1490-1466 a.C)
- Zu Ding (1465-1434 a.C)
- Nan Geng (1433-1408 a.C)
- Yang Jia (1407-1402 a.C)
- Pan Geng (1401-1373 a.C)
- Xiao Xin (1373-1353 a.C)
- Xiao Yi (1352-1325 a.C)
- Wu Ding (1324-1266 a.C)
- Zu Geng (1265-1260 a.C)
- Zu Jia (1259-1226 a.C)
- Lin Xin (1225-1220 a.C)
- Geng Din (1219-1199 a.C)
- Wu Yi (1198-1195 a.C)
- Wen Ding (1194-1192 a.C)
- Di Yi (1191-1155 a.C)
- Di Xin (1154-1122 a.C)

## Dinastia Chou (1046-256 a.C)

### Dinastia Chou Ocidental
- Rei Wu (1122-1116 a.C)
- Rei Cheng (1115-1079 a.C)
- Rei Kang (1078-1053 a.C)
- Rei Zhao (1053-1002 a.C)
- Rei Mu (1001-947 a.C)
- Rei Gong (946-935 a.C)
- Rei Yi (934-910 a.C)
- Rei Xiao (909-895 a.C)
- Rei Yi (894-879 a.C)
- Rei LI (878-842 a.C)
- Regência Gonghe (841-827 a.C)
- Rei Xuan (827-782 a.C)
- Rei You (782-771 a.C)

### Dinastia Chou Oriental

#### Primaveras e Outonos
- Rei Ping (770-720 a. C)
- Rei Huan (719-697 a. C)
- Rei Zhuang (696-682 a. C)
- Rei Xi (681-677 a. C)
- Rei Hui (676-652 a. C)
- Rei Xiang (651-619 a. C)
- Rei Qing (618-613 a. C)
- Rei Kuang (612-607 a. C)
- Rei Ding (606-586 a. C)
- Rei Jian (585-572 a. C)
- Rei Ling (571-545 a. C)
- Rei Jing (544-521 a. C)
- Rei Dao (520 a.C)
- Rei Jing (519-476 a. C)

#### Estados Combatentes
- Rei Yuan (475-469 a. C)
- Rei Zhending (468-442 a. C)
- Rei Ai (441 a.C)
- Rei Si (441 a.C)
- Rei Kao (440-426 a. C)
- Rei Weilie (425-402 a. C)
- Rei An (401-376 a. C)
- Rei Lie (375-369 a. C)
- Rei Xian (368-321 a. C)
- Rei Shenjing (320-315 a. C)
- Rei Nan (314-256 a. C)

## Dinastia Chim (221-207 a.C)
| Retrato | Nome de Era     | Nome de Era | Nome Pessoal | Nome Pessoal | Reinado | Reinado | Notas                 |
| ------- | --------------- | ----------- | ------------ | ------------ | ------- | ------- | --------------------- |
|         | Qin Shi Huangdi | 秦始皇      | Ying Zheng   | 嬴政         | 221 a.C | 210 a.C | [ nota 1 ] [ nota 2 ] |
|         | Qin Er Shi      | 秦二世      | Ying Huhai   | 嬴胡亥       | 210 a.C | 207 a.C |                       |
|         | Yizing          | 子婴        | Ying Yizing  | 嬴子婴       | 207 a.C | 207 a.C |                       |

## Dinastia Han (206 a.C - 220 d.C)
| Retrato                         | Nome Póstumo          | Nome Póstumo          | Nome Pessoal          | Nome Pessoal          | Início do Reinado           | Fim do Reinado            | Notas                 |
| Dinastia Han Oriental           | Dinastia Han Oriental | Dinastia Han Oriental | Dinastia Han Oriental | Dinastia Han Oriental | Dinastia Han Oriental       | Dinastia Han Oriental     | Dinastia Han Oriental |
| ------------------------------- | --------------------- | --------------------- | --------------------- | --------------------- | --------------------------- | ------------------------- | --------------------- |
|                                 | Gaozu                 | 高帝                  | Liu Bang              | 劉邦                  | 28 de fevereiro de 202 a.C. | 1 de junho de 195 a.C.    | [ nota 3 ]            |
|                                 | Hui                   | 惠帝                  | Liu Ying              | 劉盈                  | 23 de junho de 195 a.C      | 26 de setembro de 188 a.C |                       |
|                                 | Qianshao              | 前少帝                | Liu Gong              | 劉恭                  | 19 de outubro de 188 a.C.   | 15 de junho de 184 a.C    | [ nota 4 ]            |
|                                 | Houshao               | 後少帝                | Liu Hong              | 劉弘                  | 15 de junho de 184 a.C      | 14 de novembro de 180 a.C | [ nota 4 ]            |
|                                 | Wen                   | 文帝                  | Liu Heng              | 劉恆                  | 14 de novembro de 180 a.C   | 6 de julho de 157 a.C     |                       |
|                                 | Jing                  | 景帝                  | Liu Qi                | 劉啟                  | 14 de julho de 157 a.C      | 9 de março de 141 a.C     |                       |
|                                 | Wu                    | 武帝                  | Liu Che               | 劉徹                  | 10 de março de 141 a.C.     | 29 de março de 87 a.C.    |                       |
|                                 | Zhaodi                | 昭帝                  | Liu Fuiling           | 劉弗陵                | 30 de março de 87 a.C       | 5 de junho de 74 a.C      |                       |
|                                 | Marquês de Haihun     | 海昏侯                | Liu He                | 劉賀                  | 18 de junho de 74 a.C       | 11 de agosto de 74 a C    |                       |
|                                 | Xuan                  | 宣帝                  | Liu Xun               | 劉詢                  | 10 de setembro de 74 a.C    | 10 de janeiro de 48 a.C   |                       |
|                                 | Yuan                  | 元帝                  | Liu Shi               | 劉奭                  | 29 de janeiro de 48 a.C     | 8 de julho de 33 a.C      |                       |
|                                 | Cheng                 | 成帝                  | Liu Ao                | 劉驁                  | 4 de agosto de 33 a.C       | 17 de abril de 7 a.C      |                       |
|                                 | Aidi                  | 哀帝                  | Liu Xin               | 劉欣                  | 7 de maio de 7 a.C          | 15 de janeiro de 1 a.C    |                       |
|                                 | Ping                  | 平帝                  | Liu Kan               | 劉衎                  | 17 de outubro de 1 a.C      | 3 de fevereiro de 6 d.C   |                       |
|                                 | Ruzi Ying             | 孺子嬰                | Liu Ying              | 劉嬰                  | 17 de abril de 6 d.C        | 10 de janeiro de 9 d.C    |                       |
| Interregno (Dinastia Xin; 9-23) |                       |                       |                       |                       |                             |                           |                       |
|                                 | -                     | -                     | Wang Mang             | 王莽                  | 10 de janeiro de 9          | 6 de outubro de 23        |                       |
| Restauração Han                 |                       |                       |                       |                       |                             |                           |                       |
|                                 | Gengshi               | 更始帝                | Liu Xuan              | 劉玄                  | 11 de março de 23           | 25                        |                       |
| Dinastia Han Ocidental          |                       |                       |                       |                       |                             |                           |                       |
|                                 | Guangwu               | 光武帝                | Liu Xiu               | 劉秀                  | 5 de agosto de 25           | 29 de março de 57         |                       |
|                                 | Ming                  | 明帝                  | Liu Zhuang            | 劉莊                  | 29 de março de 57           | 5 de setembro de 75       |                       |
|                                 | Zhang                 | 章帝                  | Liu Da                | 劉炟                  | 5 de setembro de 75         | 9 de abril de 88          |                       |
|                                 | He                    | 和帝                  | Liu Zhao              | 劉肇                  | 9 de abril de 88            | 6 de fevereiro de 106     |                       |
|                                 | Shang                 | 殤帝                  | Liu Long              | 劉隆                  | 13 de fevereiro de 106      | 21 de setembro de 106     |                       |
|                                 | An                    | 安帝                  | Liu Hu                | 劉祜                  | 23 de setembro de 106       | 30 de abril de 125        |                       |
|                                 | Shao                  | 少帝                  | Liu Yi                | 劉懿                  | 18 de maio de 125           | 10 de dezembro de 125     |                       |
|                                 | Shun                  | 順帝                  | Liu Bao               | 劉保                  | 16 de dezembro de 125       | 20 de setembro de 144     |                       |
|                                 | Chong                 | 沖帝                  | Liu Bing              | 劉炳                  | 20 de setembro de 144       | 15 de fevereiro de 145    |                       |
|                                 | Zhi                   | 質帝                  | Liu Zuan              | 劉纘                  | 6 de março de 145           | 26 de julho de 146        |                       |
|                                 | Huan                  | 桓帝                  | Liu Zhi               | 劉志                  | 1 agosto de 146             | 25 de janeiro de 168      |                       |
|                                 | Lingdi                | 靈帝                  | Liu Hong              | 劉宏                  | 17 de fevereiro de 168      | 13 de maio de 189         |                       |
|                                 | Shao                  | 農懷王                | Liu Bian              | 劉辯                  | 15 de maio de 189           | 28 de setembro de 189     |                       |
|                                 | Xiandi                | 獻帝                  | Liu Xie               | 劉協                  | 28 de setembro de 189       | 11 de dezembro de 220     |                       |

## Três Reinos

### Cao Wei
- Cao Pi (220-226)
- Cao Rui (226-239)
- Cao Fang (239-254)
- Cao Mao (254-260)
- Cao Huan (260-265)

### Shun Han
- Liu Bei (221-223)
- Liu Shan (223-263)

### Wu Oriental
- Sun Quan (222-252)
- Sun Liang (252-258)
- Sun Xiu (258-264)
- Sun Hao (264-280)

## Dinastia Jin (266-420)
| Retrato                | Nome Póstumo           | Nome Póstumo           | Nome Pessoal           | Nome Pessoal           | Início do Reinado      | Fim do Reinado         | Notas                  |
| Dinastia Jin Ocidental | Dinastia Jin Ocidental | Dinastia Jin Ocidental | Dinastia Jin Ocidental | Dinastia Jin Ocidental | Dinastia Jin Ocidental | Dinastia Jin Ocidental | Dinastia Jin Ocidental |
| ---------------------- | ---------------------- | ---------------------- | ---------------------- | ---------------------- | ---------------------- | ---------------------- | ---------------------- |
|                        | Wu                     | 武皇帝                 | Sima Yan               | 司馬炎                 | 8 de fevereiro de 266  | 16 de maio de 290      | [ nota 5 ]             |
|                        | Hui Di                 | 惠皇帝                 | Sima Zhong             | 司馬衷                 | 16 de maio de 290      | 3 de fevereiro de 301  |                        |
| Interregno (301-303)   |                        |                        |                        |                        |                        |                        |                        |
|                        | -                      | -                      | Sima Lun               | 司馬倫                 | 3 de fevereiro de 301  | 30 de maio de 303      |                        |
| Restauração Jin        |                        |                        |                        |                        |                        |                        |                        |
|                        | Hui                    | 惠皇帝                 | Sima Zhong             | 司馬衷                 | 1 de junho de 303      | 8 de janeiro de 307    |                        |
|                        | Huaidi                 | 懷皇帝                 | Sima Chi               | 司馬熾                 | 307                    | 313                    |                        |
|                        | Mindi                  | 愍皇帝                 | Sima He                | 司馬鄴                 | 313                    | 318                    |                        |
| Dinastia Jin Oriental  |                        |                        |                        |                        |                        |                        |                        |
|                        | Yuan                   | 元皇帝                 | Sima Rui               | 司馬睿                 | 26 de abril de 318     | 3 de janeiro de 323    |                        |
|                        | Ming                   | 明皇帝                 | Sima Shao              | 司馬紹                 | 323                    | 325                    |                        |
|                        | Chengdi                | 成皇帝                 | Sima Yan               | 司馬衍                 | 325                    | 342                    |                        |
|                        | Kangdi                 | 康皇帝                 | Sima Ye                | 司馬岳                 | 342                    | 344                    |                        |
|                        | Mu Di                  | 穆皇帝                 | Sima Dan               | 司馬聃                 | 344                    | 361                    |                        |
|                        | Aidi                   | 哀皇帝                 | Sima Pi                | 司馬丕                 | 13 de julho de 361     | 30 de março de 365     |                        |
|                        | Fei                    | 廢                     | Sima Yi                | 司馬曜                 | 365                    | 372                    |                        |
|                        | Jainwen                | 簡文皇帝               | Sima Yu                | 司馬昱                 | 372                    | 372                    |                        |
|                        | Xiaowu                 | 孝武皇帝               | Sima Yao               | 司馬曜                 | 372                    | 396                    |                        |
|                        | An                     | 安皇帝                 | Sima Dezong            | 司馬德宗               | 396                    | 419                    |                        |
|                        | Gong                   | 恭皇帝                 | Sima Dewen             | 司馬德文               | 2 de fevereiro de 419  | 6 de julho de 420      |                        |

## Dezesseis Reinos

### Han Zhao
- Liu Yuan (304-310)
- Liu He (310)
- Liu Cong (310-318)
- Liu Can (318)
- Liu Yao (318-329)

### Cheng Han
- Li Te (303)
- Li Liu (303)
- Li Xiong (303-334)
- Li Ban (334)
- Li Qi (334-338)
- Li Shou (338-342)
- Li Shi (342-347)

### Chao Posterior
- Shi Le (319-333)
- Shi Hong (333-334)
- Shi Hu (334-349)
- Shi Shi (349)
- Shi Zun (349)
- Shi Jian (349-350)
- Shi Zhi (350-351)

### Liang Anterior
- Zhang Mao (320-324)
- Zhang Jun (324-346)
- Zhang Chongua (346-353)
- Zhang Yaoling (353)
- Zhang Zuo (353-355)
- Zhang Xuanjing (355-363)
- Zhang Tianxi (364-376)

### Yan Anterior
- Murong Huang (337-348)
- Murong Jun (348-360)
- Murong Wei (360-370)

### Qin Posterior
- Fu Jian (351-355)
- Fu Cheng (355-357)
- Fu Jian (357-385)
- Fu Pi (385-386)
- Fu Deng (386-394)
- Fu Chong (394)

### Yan Posterior
- Murong Chui  (384-396)
- Murong Bao  (396-398)
- Murong Cheng  (398-401)
- Murong Xi  (401-407)

### Qin Posterior
- Yao Chang  (384-397)
- Yao Xing  (394-416)
- Yao Hong  (416-417)

### Qin Ocidental
- Qifu Guoren  (385-388)
- Qifu Gianqui  (388-412)
- Qifu Chipan (412-428)
- Qifu Mumo (428-431)

### Liang Posterior
- Lu Gang  (389-399)
- Lu Chao (399)
- Lu Zuan (399-401)
- Lu Long  (401-403)

### Liang Sul
- Tufa Wugu  (397-399)
- Tufa Lilugo  (399-402)
- Tufa Rutan  (402-414)

### Liang Norte
- Duan Ye  (397-401)
- Juqu Mengxu  (401-433)
- Juqu Mujian  (433-439)
- Juqu Wuhui  (439-444)
- Juqu Anzhou  (444-460)

### Yan Sul
- Murong De (398-405)
- Murong Shao  (405-408)

### Liang Ocidental
- Li Gao  (400-417)
- Li Xin (417-420)
- Li Xu  (420-421)

### Hu Xia
- Helian Bobo  (407-425)
- Helian Chang  (425-428)
- Helian Ding (428-431)

### Yan Norte
- Gao Yun  (407-409)
- Feng Ba  (409-430)
- Feng Hong  (430-436)

## Dinastias do Norte e Sul

### Dinastias do Norte
| Nome Póstumo           | Nome Póstumo          | Nome Pessoal          | Nome Pessoal          | Reinado               |
| Dinastia Wei do Norte  | Dinastia Wei do Norte | Dinastia Wei do Norte | Dinastia Wei do Norte | Dinastia Wei do Norte |
| ---------------------- | --------------------- | --------------------- | --------------------- | --------------------- |
| Daowu                  | 道 武 皇帝            | Tuoba Gui             | 拓拔 珪               | 386-409               |
| Mingyuan               | 明 元 皇帝            | Tuoba Si              | 拓拔 珪               | 409-423               |
| Taiwu                  | 太 武 皇帝            | Tuoba Tao             | 拓拔 燾               | 423-452               |
| Príncipe Yin           | 隱 王                 | Tuoba Yu              | 拓拔 余               | 452                   |
| Wencheng               | 文 成 皇帝            | Tuoba Jun             | 拓拔 濬               | 452-465               |
| Xianwen                | 獻 文 皇帝            | Tuoba Hong            | 拓拔 弘               | 466-471               |
| Xiaowen                | 孝文 皇帝             | Yuan Hong             | 元 宏                 | 471-499               |
| Xuanwu                 | 宣武 皇帝             | Yuan Ke               | 元 恪                 | 499-515               |
| Xiaoming               | 孝明 皇帝             | Yuan Xu               | 元 詡                 | 515-528               |
| -                      | -                     | Yuan Zhao             | 元 釗                 | 528                   |
| Xiaozhuang             | 孝莊 皇帝             | Yuan Ziyou            | 元子 攸               | 528-530               |
| -                      | -                     | Yuan Ye               | 元 曄                 | 530-531               |
| Jiemin                 | 節 閔 皇帝            | Yuan Gong             | 元 恭                 | 531-532               |
| -                      | -                     | Yuan Lang             | 元朗                  | 531-532               |
| Xiaowu                 | 孝武 皇帝             | Yuan Xiu              | 元 脩                 | 532-535               |
| Dinastia Wei Oriental  |                       |                       |                       |                       |
| Xiaojing               | 孝 靜 皇帝            | Yuan Shanjian         | 元 善 見              | 534-550               |
| Dinastia Wei Oriental  |                       |                       |                       |                       |
| Wen                    | 文 皇帝               | Yuan Baoju            | 靜 皇帝               | 535-551               |
| -                      | -                     | Yuan Qin              | 元 欽                 | 552-554               |
| Gong                   | 恭 皇帝               | Tuoba Kuo             | 拓拔 廓               | 554-557               |
| Dinastia Qi do Norte   |                       |                       |                       |                       |
| Wenxuan                | 文宣 皇帝             | Gao Yang              | 拓拔 廓               | 550-559               |
| -                      | -                     | Gao Yin               | 高 殷                 | 559-560               |
| Xiaozhao               | 孝昭 皇帝             | Gao Yan               | 高 演                 | 560-561               |
| Wucheng                | 武成皇 帝             | Gao Zhan              | 高 湛                 | 561-565               |
| -                      | -                     | Gao Wei               | 高緯                  | 565-577               |
| -                      | -                     | Gao Heng              | 高恆                  | 577                   |
| -                      | -                     | Gao Shaoyi            | 高 紹 義              | 577-579?              |
| Dinastia Chou do Norte |                       |                       |                       |                       |
| Xiaomin                | 孝 閔 皇帝            | Yuwen Jue             | 宇文 覺               | 557                   |
| Xiaoming               | 孝明 皇帝             | Yuwen Yu              | 宇文 毓               | 557-560               |
| Wu                     | 武 皇帝               | Yuwen Yong            | 宇文 邕               | 561-578               |
| Xuan                   | 宣 皇帝               | Yuwen Yun             | 宇文 贇               | 578-579               |
| Jing                   | 靜 皇帝               | Yuwen Chan            | 宇文 闡               | 579-581               |

### Dinastias do Sul
| Nome Póstumo            | Nome Póstumo      | Nome Pessoal      | Nome Pessoal      | Reinado           |
| Dinastia Liu Song       | Dinastia Liu Song | Dinastia Liu Song | Dinastia Liu Song | Dinastia Liu Song |
| ----------------------- | ----------------- | ----------------- | ----------------- | ----------------- |
| Wu                      | 武 皇帝           | Liu Yu            | 劉裕              | 420-422           |
| -                       | -                 | Liu Yifu          | 劉義 符           | 423-424           |
| Wen                     | 文 皇帝           | Liu Yilong        | 劉義 符           | 424-453           |
| Xiaowu                  | 文 皇帝           | Liu Jun           | 劉 駿             | 453-464           |
| -                       | -                 | Liu Ziye          | 劉 子 業          | 465               |
| Ming                    | 明 皇帝           | Liu Yu            | 劉 彧             | 465-472           |
| Príncipe Cangwu         | 蒼梧 王           | Liu Yu            | 劉 昱             | 473-477           |
| Shun                    | 順 皇帝           | Liu Zhun          | 劉 準             | 477-479           |
| Dinastia Qi do Sul      |                   |                   |                   |                   |
| Gao                     | 高 皇帝           | Xiao Daocheng     | 蕭道成            | 479-482           |
| Wu                      | 武 皇帝           | Xiao Ze           | 蕭賾              | 482-493           |
| -                       | -                 | Xiao Zhaoye       | 蕭昭業            | 493-494           |
| Príncipe Gong           | 恭王              | Xiao Zhaowen      | 蕭昭文            | 494               |
| Ming                    | 明 皇帝           | Xiao Luan         | 蕭鸞              | 494-499           |
| Yang                    | 蕭寶卷            | Xiao Baojuan      | 蕭寶卷            | 499-501           |
| He                      | 蕭寶融            | Xiao Baurong      | 蕭寶融            | 501-502           |
| Dinastia Liang          |                   |                   |                   |                   |
| Wu                      | 武皇帝            | Xiao Yan          | 蕭衍              | 502-549           |
| Jianwen                 | 簡文皇帝          | Xiao Gang         | 蕭綱              | 549-551           |
| -                       | -                 | Xiao Dong         | 蕭棟              | 551-552           |
| Xiaoyuan                | 孝元皇帝          | Xiao Yi           | 蕭繹              | 552-555           |
| Min                     | 閔皇帝            | Xiao Yuanming     | 蕭淵明            | 555               |
| Jing                    | 敬皇帝            | Xiao Fangzhi      | 蕭方智            | 555-557           |
| Dinastia Liang Oriental |                   |                   |                   |                   |
| Xuan                    | 宣皇帝            | Xiao Cha          | 蕭詧              | 555-562           |
| Xiaoming                | 孝明皇帝          | Xiao Kui          | 蕭巋              | 562-585           |
| Xiaojing                | 孝靖皇帝          | Xiao Cong         | 蕭琮              | 585-587           |
| Dinastia Chen           |                   |                   |                   |                   |
| Wu                      | 武皇帝            | Chen Baxian       | 陳霸先            | 557-559           |
| Wen                     | 文皇帝            | Chen Qian         | 陳蒨              | 559-566           |
| -                       | -                 | Chen Bozong       | 陳伯宗            | 566-568           |
| Xiaoxuan                | 孝宣皇帝          | Chen Xu           | 陳頊              | 568-582           |
| -                       | -                 | Chen Shuabo       | 陳叔寶            | 583-589           |

## Dinastia Sui (581-618)
| Retrato | Nome Póstumo | Nome Póstumo | Nome Pessoal | Nome Pessoal | Reinado             | Reinado             |
| ------- | ------------ | ------------ | ------------ | ------------ | ------------------- | ------------------- |
|         | Wen          | 文皇帝       | Yang Jian    | 楊堅         | 4 de março de 581   | 13 de agosto de 604 |
|         | Sui Ya       | 煬皇帝       | Yang Guang   | 楊廣         | 21 de agosto de 604 | 11 de abril de 618  |

## Dinastia Tang (618-907
| Retrato                             | Nome Póstumo | Nome Póstumo | Nome Pessoal | Nome Pessoal | Reinado                | Reinado                |
| ----------------------------------- | ------------ | ------------ | ------------ | ------------ | ---------------------- | ---------------------- |
|                                     | Goazu        | 高祖         | Li Yuan      | 李淵         | 18 de junho de 618     | 4 de setembro de 626   |
|                                     | Taizong      | 太宗         | Li Shimin    | 李世民       | 4 de setembro de 626   | 10 de julho de 649     |
|                                     | Gaozong      | 高宗         | Li Zhi       | 李治         | 15 de julho de 649     | 27 de setembro de 683  |
|                                     | Zhongzong    | 中宗         | Li Xian      | 李顯         | 3 de janeiro de 684    | 26 de fevereiro de 684 |
|                                     | Ruizong      | 睿宗         | Li Dan       | 李旦         | 27 de setembro de 684  | 16 de outubro de 690   |
| Interregno (Dinastia Chou; 690-705) |              |              |              |              |                        |                        |
|                                     | Wu Zetian    | 武則天       | Wǔ Zhào      | 武曌         | 16 de outubro de 690   | 21 de fevereiro de 705 |
| Restauração Tang                    |              |              |              |              |                        |                        |
|                                     | Zhongzong    | 中宗         | Li Xian      | 李顯         | 23 de fevereiro de 705 | 3 de julho de 710      |
|                                     | Shang        | 殤皇帝       | Li Chongmao  | 李重茂       | 8 de julho de 710      | 25 de julho de 710     |
|                                     | Ruizong      | 睿宗         | Li Dan       | 李旦         | 25 de julho de 710     | 8 de setembro de 712   |
|                                     | Xuanzong     | 玄宗         | Li Longji    | 李隆基       | 8 de setembro de 712   | 12 de agosto de 756    |
| Rebelião de An Lushuan              |              |              |              |              |                        |                        |
|                                     | La           | 燕剌王       | Li Lushuan   | 安禄山       | 5 de fevereiro de 756  | 29 de janeiro de 757   |
| -                                   | -            | -            | An Qingxu    | 安慶緒       | 30 de janeiro de 757   | 10 de abril de 759     |
| -                                   | -            | -            | Shi Siming   | 史思明       | 9 de maio de 759       | 18 de abril de 761     |
| -                                   | -            | -            | Shi Shaoyi   | 史朝義       | 18 de abril de 761     | 17 de fevereiro de 763 |
| Restauração Tang                    |              |              |              |              |                        |                        |
|                                     | Suzong       | 肅宗         | Li Heng      | 李亨         | 12 de agosto de 756    | 16 de maio de 762      |
|                                     | Daizong      | 代宗         | Li Yu        | 李豫         | 18 de maio de 762      | 10 de junho de 779     |
|                                     | Dezong       | 德宗         | Li Kuo       | 李适         | 12 de junho de 779     | 25 de fevereiro de 805 |
|                                     | Shunzong     | 順宗         | Li Song      | 李誦         | 28 de fevereiro de 805 | 31 de agosto de 805    |
|                                     | Xuanzong     | 憲宗         | Li Chun      | 李純         | 5 de setembro de 805   | 11 de fevereiro de 820 |
|                                     | Muzong       | 穆宗         | Li Heng      | 李恆         | 20 de fevereiro de 820 | 25 de fevereiro de 825 |
|                                     | Jingzong     | 敬宗         | Li Zhan      | 李湛         | 29 de fevereiro de 825 | 9 de janeiro de 827    |
|                                     | Wenzong      | 文宗         | Li Ang       | 李昂         | 13 de janeiro de 827   | 10 de fevereiro de 840 |
|                                     | Wuzong       | 武宗         | Li Yan       | 李炎         | 20 de fevereiro de 840 | 22 de abril de 846     |
|                                     | Xuanzong II  | 宣宗         | Li Chen      | 李忱         | 25 de abril de 846     | 7 de setembro de 859   |
|                                     | Yizong       | 懿宗         | Li Cui       | 李漼         | 13 de setembro de 859  | 15 de agosto de 876    |
|                                     | Xizong       | 僖宗         | Li Xuan      | 李儇         | 15 de agosto de 873    | 20 de abril de 888     |
|                                     | Zhaozong     | 昭宗         | Li Ye        | 李曄         | 20 de abril de 888     | 22 de setembro de 904  |
|                                     | Ai           | 哀皇帝       | Li Zhu       | 李柷         | 26 de outubro de 904   | 1 de junho de 907      |

## Cinco Dinastia e Dez Reinos

### Dinastia Liang Posterior
- Zhu Wen  (907-912)
- Zhu Yougui  (912-913)
- Zhu Zhen  (913-923)

### Dinastia Tang Posterior
- Li Cunxu  (923-926)
- Li Siyuan (926-933)
- Li Conghou  (933-934)
- Li Congke (934-937)

### Dinastia Jin Posterior
- Shi Jingtang  (936-942)
- Shi Chonggui  (942-946)

### Reino Chou Posterior
- Guo Wei  (951-954)
- Chai Rong  (954-959)
- Chai Zongxun (959-960)

### Reino Xu Anterior
- Wang Jian (907-918)
- Wang Zongyan (918-925)

### Reino Yang Wu
- Yang Xingmi (904-905)
- Yang Wo (905-908)
- Yang Longyan (908-921)
- Yang Pu (921-937)

### Reino Ma Chu
- Ma Yin (897-930)
- Ma Xicheng (930-932)
- Ma Xifan (932-947)
- Ma Xiguang (947-950)
- Ma Xi'e  (950)
- Ma Xichong  (950-951)

### Reino Wuyue
- Qian Liu (904-932)
- Qian Yuanguan (932-941)
- Qian Hongzuo (942-947)
- Qian Hongzong (947)
- Qian Chu (947-978)

### Reino de Min
- Wang Shenzi (909-925)
- Wang Yanhan (935-926)
- Wang Yanjun (926-935)
- Wang Jipeng  (935-939)
- Wang Yanxi (939-944)
- Wang Yanzheng (943-945)

### Reino Han do Sul
- Liú Yán (917-925)
- Liú Bin (941-943)
- Liú Shéng (943-958)
- Liú Chang (958-971)

### Reino de Jingnan
- Gao Jixing (909-928)
- Gao Conghui (928-948)
- Gao Baorong (948-960)
- Gao Baoxu (960-962)
- Gao Jichong (962-963)

### Reino de Shu Posterior
- Meng Zhixiang (934)
- Meng Chang (938-965)

### Reino de Tang do Sul
- Li Bian (937-943)
- Li Jing  (943-961)
- Li Yu (961-976)

### Reino Han do Norte
- Liu Min (951-954)
- Liu Chengjun (954-968)
- Liu Jién (968)
- Liu Jyiuan (968-970)

## Dinastia Liao (916-1125)
- Taizu (907-926)
- Tizong (927-947)
- Shizong (947-951)
- Muzong (951-969)
- Jingzong (969-982)
- Shengzong (982-1031)
- Xingzong (1031-1055)
- Daozong (1055-1101)
- Tianzuodi  (1101-1125)

## Dinastia Song (960-1279)
| Retrato       | Nome Póstumo  | Nome Póstumo  | Nome Pessoal  | Nome Pessoal  | Reinado                 | Reinado                 | Notas                   |
| Song do Norte | Song do Norte | Song do Norte | Song do Norte | Song do Norte | Song do Norte           | Song do Norte           | Song do Norte           |
| ------------- | ------------- | ------------- | ------------- | ------------- | ----------------------- | ----------------------- | ----------------------- |
|               | Taizu         | 太祖          | Zhao Kuangyin | 趙匡胤        | 4 de fevereiro de 960   | 14 de novembro de 976   | [ 4 ] [ 5 ] [ 6 ] [ 7 ] |
|               | Taizong       | 太宗          | Zhao Guangyi  | 趙光義        | 15 de novembro de 976   | 8 de maio de 997        | [ 8 ] [ 9 ]             |
|               | Zhenzong      | 真宗          | Zhao Heng     | 趙恆          | 8 de maio de 997        | 23 de março de 1022     | [ 5 ] [ 8 ] [ 9 ]       |
|               | Renzong       | 仁宗          | Zhao Zhen     | 趙禎          | 23 de março de 1022     | 30 de abril de 1063     | [ 8 ] [ 9 ]             |
|               | Yingzong      | 英宗          | Zhao Shu      | 趙曙          | 1 de março de 1063      | 25 de janeiro de 1067   | [ 5 ] [ 8 ]             |
|               | Shenzong      | 神宗          | Zhao Xu       | 趙頊          | 25 de janeiro de 1067   | 1 de abril de 1085      |                         |
|               | Zhezong       | 哲宗          | Zhao Xu       | 趙煦          | 1 de abril de 1085      | 23 de fevereiro de 1100 |                         |
|               | Huizong       | 徽宗          | Zhao Ji       | 趙佶          | 23 de fevereiro de 1100 | 18 de janeiro de 1126   |                         |
|               | Qinzong       | 欽宗          | Zhao Han      | 趙桓          | 19 de janeiro de 1126   | 20 de março de 1127     |                         |
| Song do Sul   |               |               |               |               |                         |                         |                         |
|               | Gaozong       | 高宗          | Zhao Gou      | 趙構          | 12 de junho de 1127     | 24 de julho de 1162     |                         |
|               | Xiaozong      | 孝宗          | Zhao Shen     | 趙昚          | 24 de julho de 1162     | 18 de fevereiro de 1189 |                         |
|               | Guangzong     | 光宗          | Zhao Dun      | 趙惇          | 18 de fevereiro de 1189 | 24 de julho de 1194     |                         |
|               | Ningzong      | 寧宗          | Zhao Kuo      | 趙擴          | 24 de julho de 1194     | 17 de setembro de 1224  |                         |
|               | Lizong        | 理宗          | Zhao Yun      | 趙昀          | 17 de setembro de 1224  | 16 de novembro de 1264  |                         |
|               | Duzong        | 度宗          | Zhao Qi       | 趙祺          | 14 de novembro de 1264  | 12 de agosto de 1274    |                         |
|               | Gong          | 恭帝          | Zhao Xian     | 趙顯          | 12 de agosto de 1274    | 4 de fevereiro de 1276  |                         |
|               | Duanzong      | 端宗          | Zhao Shi      | 趙是          | 14 de junho de 1276     | 9 de maio de 1278       |                         |
|               | -             | -             | Zhao Bing     | 趙昺          | 10 de maio de 1278      | 19 de março de 1279     |                         |

## Dinastia Xia Ocidental (1032-1227)
- Jingzong (1032-1048)
- Yizong (1048-1067)
- Huizong (1067-1086)
- Chongzong (1086-1139)
- Renzong (1139-1193)
- Huanzong (1193-1206)
- Xiangong (1206-1211)
- Shenzong (1211-1223)
- Xianzong (1223-1226)
- Mozhu (1226-1227)

## Dinastia Jin (1115-1234)
- Taizú (1115-1123)
- Taizong (1123-1134)
- Xizong (1135-1149)
- Liang (1149-1161)
- Shizong (1161-1189)
- Zanzong (1189-1208)
- Yongji (1208-1213)
- Xuanzong (1213-1223)
- Aizong (1224-1234)
- Chenglín (1234)

## Dinastia Yuan (1271-1368)
| Retrato | Nome Cã                 | Nome de Templo | Nome de Templo | Nome Pessoal          | Nome Pessoal           | Reinado                        | Reinado                 |
| ------- | ----------------------- | -------------- | -------------- | --------------------- | ---------------------- | ------------------------------ | ----------------------- |
|         | Kublai Khan             | Shìzǔ          | 世祖           | Borjigin Kublai       | 孛兒只斤忽必烈         | 18 de dezembro de 1271         | 18 de fevereiro de 1294 |
|         | Timur Khan              | Chéngzōng      | 成宗           | Borjigin Temür        | 孛兒只斤鐵木耳         | 10 de maio de 1294             | 10 de fevereiro de 1307 |
|         | Kulug Khan              | Wǔzōng         | 武宗           | Borjigin Qayisan      | 孛兒只斤海山           | 21 de junho de 1307            | 27 de janeiro de 1311   |
|         | Ayurbarwada Buyantu Kan | Rénzōng        | 仁宗           | Borjigin Ayurbarwada  | 孛兒只斤愛育黎拔力八達 | 7 de abril de 1311             | 1 de março de 1320      |
|         | Gegeen Kan              | Yīngzōng       | 英宗           | Borjigin Shidebala    | 孛兒只斤碩德八剌       | 19 de abril de 1320            | 4 de setembro de 1323   |
|         | Yesün Temür Kan         | Taiding        | 泰定           | Borjigin Yesün Temür  | 孛兒只斤也孫鐵木兒     | 4 de outubro de 1323           | 15 de agosto de 1328    |
|         | Ragibagh Khan           | Tiānshùn       | 天順           | Borijigin Ragibagh    | 孛兒只斤阿速吉八       | Outubro de 1828                | 14 de novembro de 1828  |
|         | Jayaatu Khan            | Wénzōng        | 文宗           | Borjigin Toq-Temür    | 孛兒只斤圖鐵木兒       | 16 de novembro/Outubro de 1828 | 1329                    |
|         | Khutughtu Khan          | Míngzōng       | 明宗           | Borjigin Qoshila      | 孛兒只斤和世剌         | 27 de fevereiro de 1329        | 30 de agosto de 1329    |
|         | Jayaatu Khan            | Wénzōng        | 文宗           | Borjigin Toq-Temür    | 孛兒只斤圖鐵木兒       | 8 de setembro de 1329          | 2 de setembro de 1332   |
|         | Rinchibal Khan          | Níngzōng       | 寧宗           | Borjigin Rinchibal    | 孛兒只斤懿璘質班       | 23 de outurbo de 1332          | 14 de dezembro de 1332  |
|         | Toghon Temür            | Huìzōng        | 惠宗           | Borjigin Toghan-Temür | 孛兒只斤妥懽鐵木兒     | 19 de julho de 1833            | Setembro de 1368        |

## Dinastia Ming (1368-1644)
| Retrato | Conhecido como | Nome Pessoal  | Nome Pessoal | Nome de Era | Nome de Era | Nome Póstumo | Nome Póstumo | Nome de Templo | Nome de Templo | Reinado                 | Reinado                 |
| ------- | -------------- | ------------- | ------------ | ----------- | ----------- | ------------ | ------------ | -------------- | -------------- | ----------------------- | ----------------------- |
|         | Zhu Yuanzhang  | Zhū Yuánzhāng | 朱元璋       | Hóngwǔ      | 洪武        | Gāo          | 高皇帝       | Tàizǔ          | 太祖           | 23 de janeiro de 1368   | 24 de junho de 1398     |
|         | Jianwen        | Zhū Yǔnwén    | 朱允炆       | Jiànwén     | 建文        | Rang         | 讓皇帝       | [ nota 6 ]     | [ nota 6 ]     | 30 de junho de 1398     | 13 de julho de 1402     |
|         | Yongle         | Zhū Dì        | 朱棣         | Yǒnglè      | 永樂        | Wēn          | 文皇帝       | Chéngzǔ        | 成祖           | 17 de julho de 1402     | 12 de agosto de 1424    |
|         | Hongxi         | Zhū Gāochì    | 朱高熾       | Hóngxī      | 洪熙        | Zhāo         | 昭皇帝       | Hóngxī         | 洪熙           | 7 de setembro de 1424   | 29 de maio de 1425      |
|         | Xuande         | Zhū Zhānjī    | 朱瞻基       | Xuāndé      | 宣德        | Zhāng        | 章皇帝       | Xuānzōng       | 宣宗           | 27 de junho de 1425     | 31 de janeiro de 1435   |
|         | Zhengtong      | Zhū Qízhèn    | 朱祁鎮       | Zhèngtǒng   | 正統        | Ruì          | 睿皇帝       | Yīngzōng       | 英宗           | 7 de fevereiro de 1435  | 1 de setembro de 1449   |
|         | Jingtai        | Zhū Qíyù      | 朱祁鈺       | Dàizōng     | 代宗        | Jǐng         | 景皇帝       | Dàizōng        | 代宗           | 23 de setembro de 1449  | 11 de fevereiro de 1457 |
|         | Tianshu        | Zhū Qízhèn    | 朱祁鎮       | Tiānshùn    | 天順        | RuÌ          | 睿皇帝       | Yīngzōng       | 英宗           | 11 de fevereiro de 1457 | 23 de fevereiro de 1464 |
|         | Chenghua       | Zhū Jiànshēn  | 朱見深       | Chénghuà    | 成化        | Chún         | 純皇帝       | Xiànzōng       | 憲宗           | 23 de fevereiro de 1464 | 9 de setembro de 1487   |
|         | Hongzhi        | Zhū Yòutáng   | 朱祐樘       | Hóngzhì     | 弘治        | Jìng         | 敬皇帝       | Xiàozōng       | 孝宗           | 22 de setembro de 1487  | 8 de junho de 1505      |
|         | Zhengde        | Zhū Hòuzhào   | 朱厚照       | Zhèngdé     | 正德        | Yi           | 毅皇帝       | Wǔzōng         | 武宗           | 19 de junho de 1505     | 20 de abril de 1521     |
|         | Jiajing        | Zhū Hòucōng   | 朱厚熜       | Jiājìng     | 嘉靖        | Sù           | 肅皇帝       | Shìzōng        | 世宗           | 27 de maio de 1521      | 23 de janeiro de 1567   |
|         | Longqing       | Zhū Zǎihòu    | 朱載垕       | Lóngqìng    | 隆慶        | Zhuāng       | 莊皇帝       | Mùzōng         | 穆宗           | 4 de fevereiro de 1567  | 5 de julho de 1572      |
|         | Wanli          | Zhū Yìjūn     | 朱翊鈞       | Wànlì       | 萬曆        | Xiǎn         | 顯皇帝       | Shénzōng       | 神宗           | 19 de julho de 1572     | 18 de agosto de 1620    |
|         | Taichang       | Zhū Chángluò  | 朱常洛       | Tàichāng    | 泰昌        | Zhēn         | 貞皇帝       | Guāngzōng      | 光宗           | 28 de agosto de 1620    | 26 de setembro de 1620  |
|         | Tianqi         | Zhū Yóujiào   | 朱由校       | Tiānqǐ      | 天啟        | Zhé          | 悊皇帝       | Xīzōng         | 熹宗           | 1 de outubro de 1620    | 30 de setembro de 1627  |
|         | Chongzhen      | Zhū Yóujiǎn   | 朱由檢       | Chóngzhēn   | 崇禎        | Lie          | 烈皇帝       | Sīzōng         | 思宗           | 2 de outubro de 1627    | 25 de abril de 1644     |

### Dinastia Chun
- Li Zicheng (1644-1645)

### Dinastia Ming do Sul
- Hongguang (1644-1645)
- Longwu (1645-1646)
- Zhu Changfang (1645-1646)
- Zhu Yahai (1646-1655)
- Zhu Yuye (1646-1647)
- ZhuChangqing (1648-1649)
- Zhu Youlang (1646-1662)

## Dinastia Qing (1644-1912)
| Retrato                 | Conhecido como          | Nome Pessoal            | Nome Pessoal            | Nome de Era             | Nome de Era             | Nome de Era             | Nome Póstumo            | Nome Póstumo            | Nome Póstumo            | Nome de Templo          | Nome de Templo          | Reinado                 | Reinado                 | Notas                   |
| Canato de Jin Posterior | Canato de Jin Posterior | Canato de Jin Posterior | Canato de Jin Posterior | Canato de Jin Posterior | Canato de Jin Posterior | Canato de Jin Posterior | Canato de Jin Posterior | Canato de Jin Posterior | Canato de Jin Posterior | Canato de Jin Posterior | Canato de Jin Posterior | Canato de Jin Posterior | Canato de Jin Posterior | Canato de Jin Posterior |
| ----------------------- | ----------------------- | ----------------------- | ----------------------- | ----------------------- | ----------------------- | ----------------------- | ----------------------- | ----------------------- | ----------------------- | ----------------------- | ----------------------- | ----------------------- | ----------------------- | ----------------------- |
|                         | Nurhachi                | Nurhachi                | 努爾哈赤                | Tiānmìng                | 天命                    | Abkai fulingga          | Gāo                     | 高皇帝                  | Dergi hūwangdi          | Tàizǔ                   | 太祖                    | 17 de fevereiro de 1616 | 30 de setembro de 1626  |                         |
|                         | Huang-Taiji             | Huang-Taiji             | 皇太極                  | Tiāncōng                | 天聰                    | Abkai sure              | Wén                     | 文皇帝                  | Genggiyen su hūwangdi   | Tàizōng                 | 太宗                    | 20 de outubro de 1626   | 15 de maio de 1636      |                         |
| Dinastia do Grande Qing |                         |                         |                         |                         |                         |                         |                         |                         |                         |                         |                         |                         |                         |                         |
|                         | Huang-Taiji             | Huang-Taiji             | 皇太極                  | Chóngdé                 | 崇德                    | Wesihun erdemungge      | Wén                     | 文皇帝                  | Genggiyen su hūwangdi   | Tàizōng                 | 太宗                    | 15 de maio de 1636      | 21 de setembro de 1643  |                         |
|                         | Shunzhi                 | Fúlín                   | 福臨                    | Shùnzhì                 | 順治                    | Ijishūn dasan           | Zhāng                   | 章皇帝                  | Eldembure               | Shìzǔ                   | 世祖                    | 8 de outubro de 1643    | 5 de fevereiro de 1661  |                         |
|                         | Kangxi                  | Xuányè                  | 玄燁                    | Kāngxī                  | 康熙                    | Elhe taifin             | Rén                     | 仁皇帝                  | Gosin                   | Shèngzǔ                 | 聖祖                    | 17 de fevereiro de 1661 | 20 de dezembro de 1722  |                         |
|                         | Yongzheng               | Yìnzhēn                 | 胤禛                    | Yōngzhèng               | 雍正                    | Hūwaliyasun tob         | Xiàn                    | 憲皇帝                  | Temgetulehe             | Shìzōng                 | 世宗                    | 20 de dezembro de 1722  | 8 de outubro de 1735    |                         |
|                         | Qianlong                | Hónglì                  | 弘曆                    | Qiánlóng                | 乾隆                    | Abkai wehiyehe          | Chún                    | 純皇帝                  | Yongkiyangga            | Gāozōng                 | 高宗                    | 18 de outubro de 1735   | 9 de fevereiro de 1796  |                         |
|                         | Jiaqing                 | Yóngyǎn                 | 顒琰                    | Jiāqìng                 | 嘉慶                    | Saicungga fengšen       | Ruì                     | 睿皇帝                  | Sunggiyen               | Rénzōng                 | 仁宗                    | 9 de fevereiro de 1796  | 2 de setembro de 1820   |                         |
|                         | Daoguang                | Mínníng                 | 旻寧                    | Dàoguāng                | 道光                    | Doro eldengge           | Chéng                   | 成皇帝                  | Šanggan                 | Xuānzōng                | 宣宗                    | 3 de outubro de 1820    | 25 de fevereiro de 1850 |                         |
|                         | Xianfeng                | Yìzhǔ                   | 奕詝                    | Xiánfēng                | 咸豐                    | Gubci elgiyengge        | Xiǎn                    | 顯皇帝                  | Iletu                   | Wénzōng                 | 文宗                    | 9 de março de 1850      | 22 de agosto de 1861    |                         |
|                         | Tongzhi                 | Zǎichún                 | 載淳                    | Tóngzhì                 | 同治                    | Yooningga dasan         | Yi                      | 毅皇帝                  | Filingga                | Mùzōng                  | 穆宗                    | 22 de agosto de 1861    | 12 de janeiro de 1875   |                         |
|                         | Guangxu                 | Zǎitián                 | 載湉                    | Guāngxù                 | 光緒                    | Badarangga doro         | Jǐng                    | 景帝                    | Ambalinggū              | Dézōng                  | 德宗                    | 25 de fevereiro de 1875 | 14 de novembro de 1908  |                         |
|                         | Pu Yi                   | Pǔyí                    | 溥儀                    | Xuāntǒng                | 宣統                    | Gehungge yoso           | -                       | -                       | -                       | -                       | -                       | 2 de dezembro de 1908   | 12 de fevereiro de 1912 | [ nota 7 ]              |

### Rebelião Taiping
- Hong Xiuquan (1851-1864)
- Hong Tianguifu (1864)

## Império da China (1915-1916)
| Retrato | Nome Pessoal | Nome de Reinado | Nome de Reinado | Reinado                | Reinado             | Notas             |
| ------- | ------------ | --------------- | --------------- | ---------------------- | ------------------- | ----------------- |
|         | Yuan Shikai  | Hóngxiàn        | 洪憲            | 12 de dezembro de 1915 | 22 de março de 1916 | [ nota 8 ] [ 10 ] |